# Ojciec (film 2020)
Ojciec (ang. The Father) – brytyjsko-francuski dramat filmowy z 2020 roku w reżyserii  Floriana Zellera. Zdjęcia kręcono w Londynie.
Zeller napisał Ojca (Le Père) w języku francuskim dziesięć lat przed powstaniem filmu jako sztukę teatralną, która miała premierę w 2012 roku, w Paryżu. Podczas 93. ceremonii wręczenia Oscarów w 2021 roku statuetkę otrzymał Anthony Hopkins za najlepszą męską rolę pierwszoplanową oraz Florian Zeller i Christopher Hampton za najlepszy scenariusz adaptowany.

## Fabuła
Anne (Colman) brakuje cierpliwości do swojego 80-letniego taty, Anthony'ego (Hopkins), który z powodu choroby traci kontakt z rzeczywistością, ale nie pozwala na zatrudnienie opiekunki. Córka przeprowadza się do Paryża i musi zapewnić ojcu bezpieczeństwo podczas swojej nieobecności, więc zanim wyjedzie, szuka kogoś, kto się nim zajmie. 

## Obsada
- Anthony Hopkins jako Anthony, ojciec
- Olivia Colman jako córka
- Imogen Poots jako pielęgniarka
- Mark Gatiss
- Rufus Sewell  jako Paul
- Olivia Williams[5]

## Odbiór
Film spotkał się z dobrą reakcją krytyków. W agregatorze recenzji Rotten Tomatoes 98% z 236 recenzji uznano za pozytywne, a średnia ocen wystawionych na ich podstawie wyniosła 8,70. Z kolei w agregatorze Metacritic średnia ważona ocen z 47 recenzji wyniosła 88 punktów na 100.